# Wohnhaus Deichstraße 30
Das Wohnhaus Deichstraße 30, unweit des Marktplatzes, in der niedersächsischen Samtgemeinde Land Hadeln, Gemeinde Osten im Landkreis Cuxhaven, stammt aus der zweiten Hälfte des 18. Jahrhunderts. Aktuell (2024) wird es als Wohnhaus genutzt.
Das Gebäude steht unter Denkmalschutz (siehe auch Liste der Baudenkmale in Osten (Oste)).

## Geschichte und Beschreibung
An der Deichstraße zur Oste entstanden im 17. bis 19. Jahrhundert eine Reihe von denkmalgeschützten Häusern, wie Deichstraße Nr. 1 (Fährhaus), Nr. 6, Nr. 7 (Pfarrhaus), Nr. 8, Nr. 10 (Speicher), Nr. 14, Nr. 16, Nr. 23 und Nr. 30, welche die Ansicht des Ortes zur Oste prägen.
Das eingeschossige traufständige Gebäude in Fachwerk mit Steinausfachungen, teils massiv ersetzt, und mit hohlpfannengedecktem Krüppelwalmdach sowie rechteckigen Fenstern, wurde erhöht auf der Deichkrone 1774 (Inschrift) nach einem Stadtbrand gebaut. An der straßenseitigen Fassade dominiert ein mittiges zweiachsiges Dachhaus. Die Erschließung des auf der Deichkrone liegenden Gebäudes erfolgt über eine Treppenanlage. Eine Bauinschrift über dem Türsturz lautet: „Was mir das Feuer hat genommen das wird durch Gottes Gnad und Seegen widerkom“.
Das Landesdenkmalamt befand u. a.: „… Die Bauinschrift erinnert an einen Stadtbrand 1773.“